# 1973年のバレーボール
1973年のバレーボール（1973ねんのバレーボール）では、1973年（昭和48年）のバレーボール関連の出来事をまとめる。

## できごと
- チェコスロバキアで開催される予定だった男子ワールドカップが、諸事情により取り止めとなった（女子はウルグアイで開催）。
- 日本バレーボール協会が財団法人として移行。
- 「月刊バレーボールマガジン」（ベースボール・マガジン社）が創刊。
- テレビドラマ「サインはV」（坂口良子版）が放送開始。

## 国際大会
- 女子ワールドカップ
  - 金メダル： ソビエト連邦
  - 銀メダル： 日本
  - 銅メダル： 韓国

## 国内大会

### 日本
- 第6回日本リーグ
  - 男子
    - 1位：日本鋼管（10勝）
    - 2位：松下電器（8勝2敗）
    - 3位：富士フイルム（5勝5敗）
    - MVP：大古誠司

  - 女子
    - 1位：ヤシカ（9勝1敗）
    - 2位：日立武蔵（8勝2敗）
    - 3位：ユニチカ貝塚（6勝4敗）
    - MVP：飯田高子

- 全日本総合選手権
  - 男子6人制
    - 決勝：新日鉄堺 3-0 日本鋼管

  - 女子6人制
    - 決勝：日立武蔵 3-0 鐘紡

  - 男子9人制
    - 決勝：岩崎通信機 2-0 日体大

  - 女子9人制
    - 決勝：日清紡富山 2-0 三菱自工京都

- 第22回全日本都市対抗
  - 男子
    - 1位：松下電器
    - 2位：日本鋼管
    - 3位：旭化成

  - 女子
    - 1位：日立武蔵
    - 2位：ヤシカ
    - 3位：ユニチカ貝塚

## 誕生
- 1月28日 - ナターリヤ・モロゾワ
- 2月27日 - ゴラン・ブエビッチ
- 3月31日 - 孫月
- 4月8日 - 野村まり
- 4月11日 - ヴァーサ・ミイッチ
- 5月17日 - 細川延由
- 5月20日 - サムエル・パピ
- 5月25日 - マルコ・メオーニ
- 6月7日 - 板橋恵
- 6月14日 - プラメン・コンスタンティノフ
- 6月30日 - 西村晃一
- 7月12日 - 高橋智則
- 8月25日 - ク・ミンジョン
- 8月27日 - 小糸敬夫
- 9月1日 - 小泉栄子
- 9月6日 - ニコラ・グルビッチ
- 9月28日 - 笠原紀久
- 9月29日 - 齋藤信治
- 9月30日 - トッド・ロジャース
- 10月10日 - スタニスラフ・ディネイキン
- 10月18日 - 古井千恵美
- 10月28日 - ミルコ・コルサーノ
- 11月16日 - 杉山マルコス